# Jacob Dijkstra's Uitgeverij
Jacob Dijkstra's Uitgeverij (of: Jacob Dijkstra's Uitgeversmij N.V.) was een educatieve uitgeverij die in 1924 door Jacob Dijkstra is opgericht. Het hoofdkantoor van de uitgeverij bevond zich in Groningen. De uitgeverij gaf schoolboeken uit voor het basis- en het voortgezet onderwijs, maar ook schoolplaten en leesboeken. Aan de hand van cijfer- en letterkaarten 'Een goede hand in Nederland' van Jacob Dijkstra werd op basisscholen het schoonschrift geleerd.
De uitgeverij is later door Johan Dijkstra, de zoon van Jacob, overgenomen.